# João Aguiar Machado
João Aguiar Machado (* 16. Januar 1959 in Ponta Delgada) ist ein portugiesischer EU-Beamter und Diplomat. Er ist seit 2019 EU-Delegationsleiter bei der WTO und Sonderberater der Generaldirektion Maritime Angelegenheiten und Fischerei, die er von 2015 bis 2019 als Generaldirektor leitete. Zuvor war er seit 2014 Generaldirektor der Generaldirektion Mobilität und Verkehr der Europäischen Union.
João Aguar Machado studierte ab 1978 Wirtschaftswissenschaften am Instituto Superior de Economia, Lissabon, mit Abschluss als Master 1983 und anschließend bis 1984 am College of Europe in Brügge.
Nach einer halbjährigen Tätigkeit beim Internationalen Währungsfonds trat er 1986 in den Dienst der Europäischen Kommission ein. Dort durchlief er eine vielstufige Karriere in den Generaldirektionen für Handel und für Außenbeziehungen. Dabei war er in Handelsfragen in den EU-Vertretungen in Japan von 1989 bis 1994 und danach bei der Welthandelsorganisation in Genf bis 1999 tätig.
Im Mai 2014 wurde er zum Generaldirektor der Generaldirektion Mobilität und Verkehr ernannt. Im September  2015 wechselte er auf den Posten des Generaldirektors für Maritime Angelegenheiten und Fischerei (MARE) bevor er 2019 Botschafter und Leiter der Delegation der EU bei der WTO in Genf wurde.